# Deudorix ungemachi
Deudorix ungemachi is een vlinder uit de familie van de Lycaenidae. De wetenschappelijke naam van de soort is voor het eerst gepubliceerd in 2004 door Michel Libert.

## Verspreiding
De soort komt voor in Ethiopië.

## Etymologie
De soort is vernoemd naar de Franse entomoloog Henri Ungemach die in Ethiopië veel vlinderonderzoek heeft verricht.